# Африканські традиційні релігії
Африканські традиційні релігії, сповідувані приблизно 15% африканців, охоплюють різноманітні дійства, що належать до фетишизму, анімізму, тотемізму, культу предків і культу вождів. Деякі релігійні уявлення є загальними для багатьох африканських етнічних груп, але зазвичай вони унікальні для кожного етносу.

## Загальні риси
Спільними рисами для більшості африканських релігій є уявлення про Бога-творця (деміурга), який створив Всесвіт (наприклад, Олодумаре в релігії йоруба), а потім «пішов на спочинок» і перестав брати участь у земних справах.
Також часто зустрічаються історії про те, як син божества жив серед людей, але після того, як вони заподіяли йому якесь зло, він піднісся на небо.
Більшість африканських етнічних груп не сформували великі закінчені міфологічні дійства. Як виняток можна привести релігію догонів, космогонічні уявлення про створення світу з яйця, уявлення про багатошаровість світу, нанизаного на світову вісь.
Загальним також є відсутність віри в рай, пекло, чистилище, однак існує уявлення про потойбічне життя; немає матеріальних носіїв божественного начебто святих писань або пророків. Популярні також анімістичні уявлення, віра в магію. Є релігії, засновані на вживанні психоактивних рослин (бвіті, б'єрі), що поєднують в собі різні елементи перерахованого.
До важливих складових африканських традиційних релігій належать обряди ініціації, таємні товариства, гра на традиційних музичних інструментах (головним чином, на барабанах), а також традиційні фестивалі, важливим атрибутом яких є танці і носіння масок.

## Африканські маски і статуетки у традиційних релігіях

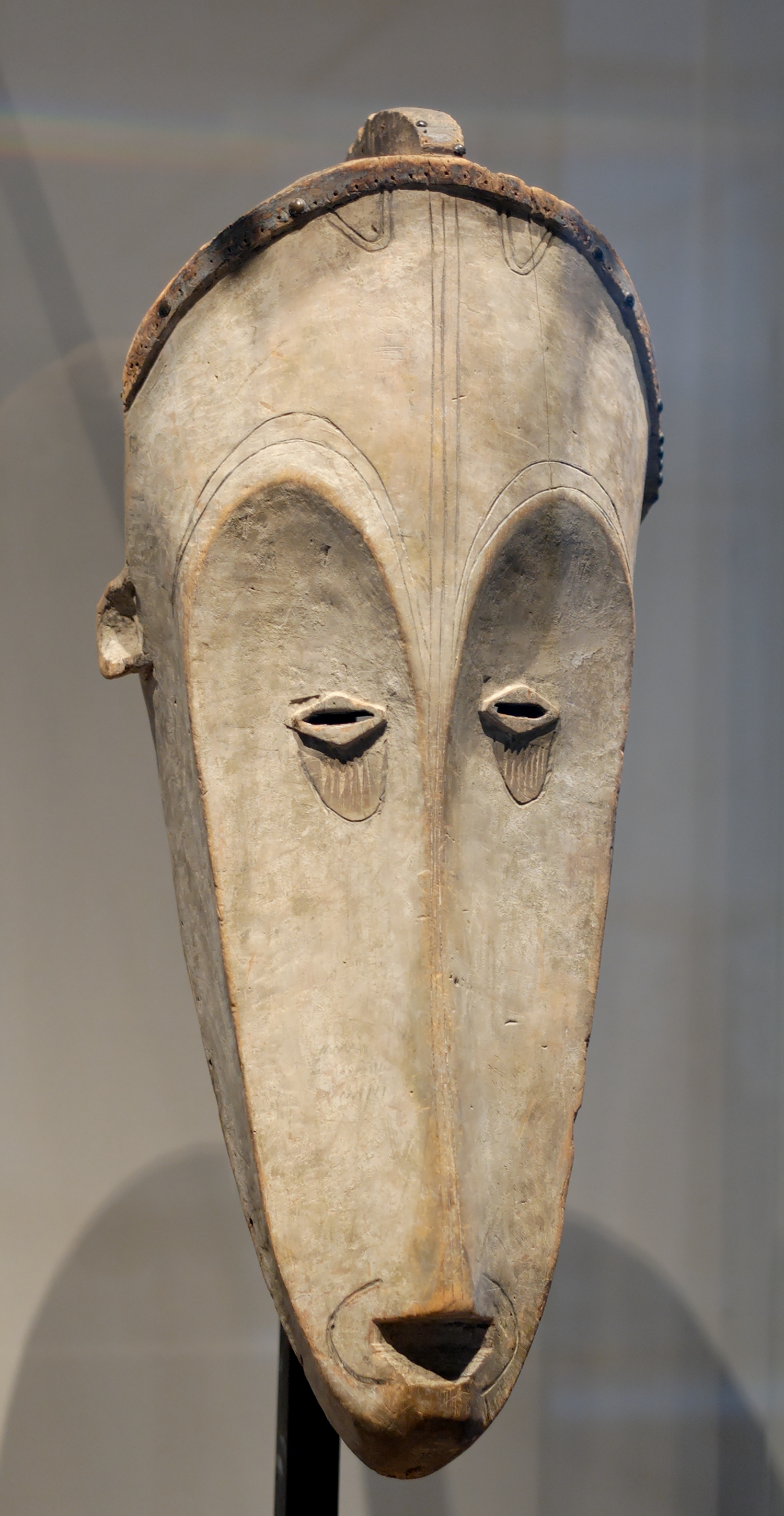
Маска народу фанґ, що зображає померлого

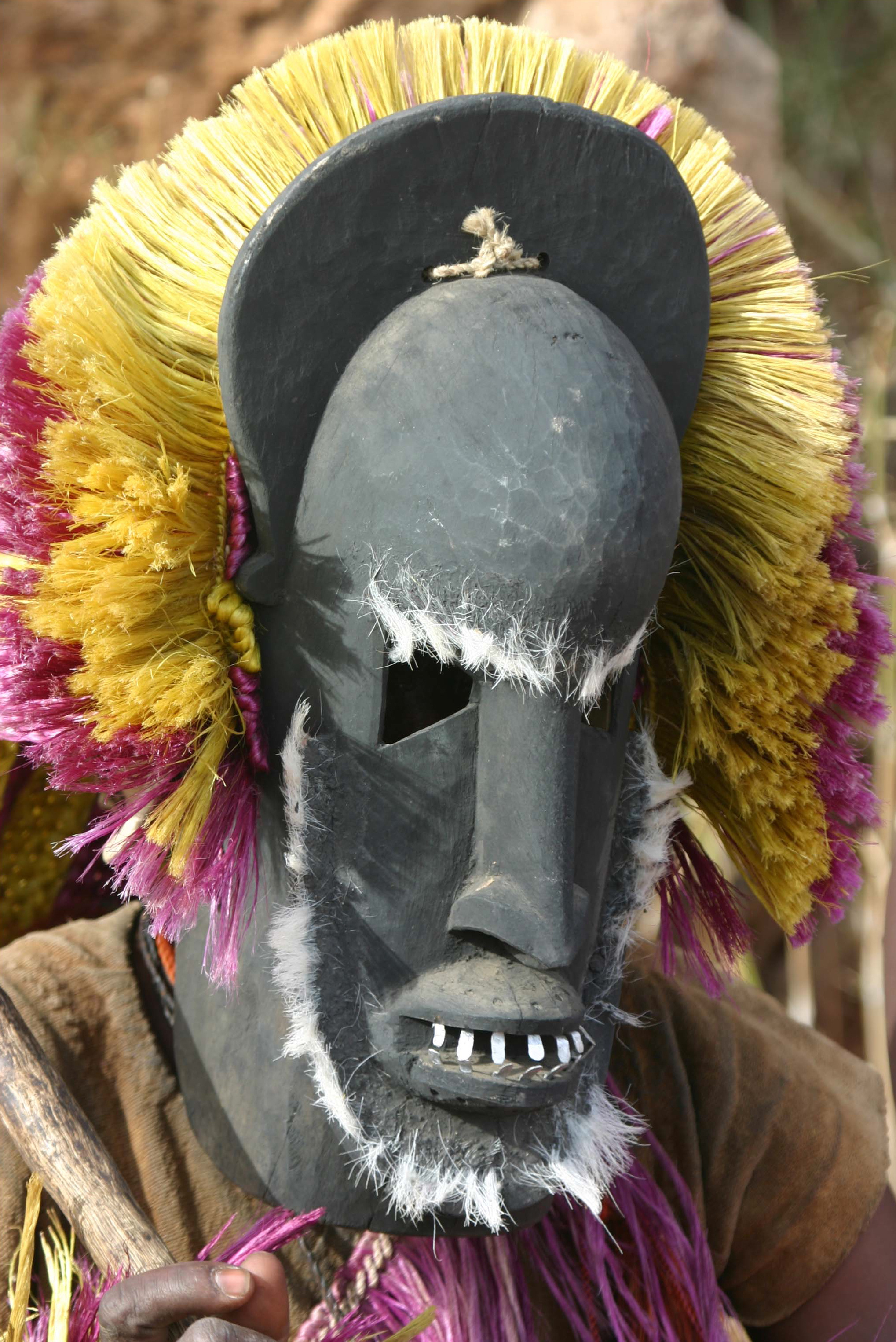
догонська маска, що виражає риси як людини, так і звіра

Африканські маски і статуетки використовуються в традиційних релігіях. Так, наприклад, маски зі спокійними обличчями, очі в яких зазвичай закриті, зображують померлих родичів і використовуються в похоронних обрядах або під час свят.
Страхітливі маски, де людські риси обличчя найчастіше поєднувалося з рисами звіра, надягаються членами таємних товариств під час традиційних свят або полювання за нечистою силою. Так людина в масці давала тимчасовий притулок духу, якого ця маска зображала.
Крім того, маски також використовувалися під час мисливських ритуалів; члени племені, надягаючи маски і шкури тварини, на яку належало полювати, імітували його поведінку .
Африканські культові статуетки здебільшого зображуючи померлу людину, виступають вмістилищем його душі, або тварину, яка була пов'язана із тотемним предком етносу, як, наприклад, поширена статуетка антилопи у народу бамана в Малі .

## Вплив традиційних африканських вірувань на інші релігії
Багато африканських християн і мусульман поєднують в своїх релігійних уявленнях деякі аспекти традиційних релігій.
Африканські традиційні релігії лягли в основу вуду (успадкував велику кількість рис йорубської релігії), а також кандомбле в Бразилії.